# Bernardia yucatanensis
Bernardia yucatanensis är en törelväxtart som beskrevs av Cyrus Longworth Lundell. Bernardia yucatanensis ingår i släktet Bernardia och familjen törelväxter. Inga underarter finns listade i Catalogue of Life.